# The Greater of Two Evils
The Greater of Two Eviles —en español: El mayor de dos males— es un disco recopilatorio de la banda estadounidense de heavy metal Anthrax. El disco está conformado con lo mejor de sus discos de 1984 a 1990. Lo más relevante es que las canciones fueron elegidas por los fanes de la banda en una votación realizada en la página oficial de la banda. Al contrario de las originales, las versiones en este disco tienen a John Bush como vocalista.
El álbum consta con canciones de los disco anteriores: "Fistful Of Metal" (1984), "Spreading The Disease" (1985), "Among The Living" (1987), "State Of Euphoria" (1988) y "Persistence of Time" (1990).

## Lista de canciones
1. "Deathrider" - 3:12
2. "Metal Thrashing Mad" - 2:42
3. "Caught In A Mosh" - 5:00
4. "A.I.R." - 5:45
5. "Among The Living" - 5:16
6. "Keep It In The Family" - 7:08
7. "Indians" - 5:41
8. "Madhouse" - 4:19
9. "Panic" - 4:02
10. "I Am The Law" - 5:57
11. "Belly Of The Beast" - 4:47
12. "N.F.L." - 4:54
13. "Be All End All" - 6:22
14. "Gung-Ho" - 3:43

## DigiPack
1. Anthrax (digi bonus) - 3:29
2. Lone Justice (digi bonus) - 4:37
3. In My World (digi bonus) - 6:25

## Integrantes
1. Charlie Benante - batería
2. John Bush - voz
3. Frank Bello - bajo
4. Rob Caggiano - guitarra líder
5. Scott Ian - guitarra rítmica